# Another Stakeout
Another Stakeout (En el punto de mira) es una película estadounidense de 1993 del género comedia, policíaco, con ingredientes románticos y de suspense, dirigida por John Badham. Es la secuela del éxito Procedimiento ilegal, dirigida por el propio Badham. Está protagonizada por Richard Dreyfuss, Emilio Estévez, Rosie O'Donnell y Miguel Ferrer en los papeles principales.
Al contrario que su predecesora, esta película fue un fracaso de crítica y público.

## Argumento
Bill Reimers (Emilio Estévez) y Chris Lecce (Richard Dreyfuss), tendrán que sumergirse en otra complicada misión.
En esta ocasión, estos dos policías de Seattle, tendrán que localizar a una mujer que es testigo de los delitos cometidos por Lu Delano, un capo de la mafia. La mujer está desaparecida y tendrán que encontrarla lo antes posible, aunque no estarán solos en este cometido. La joven e inexperta Gina Garrett (Rosie O'Donnell) será enviada por el fiscal para que ayude a los policías.
Los tres, acompañados por Archie, el perro de Gina, se trasladarán a una lujosa urbanización para hacerse pasar por una tranquila familia y así atrapar al peligroso mafioso que está a punto de llegar.

## Protagonistas
- Richard Dreyfuss como Detective Chris Lecce.
- Emilio Estevez como Detective Bill Reimers.
- Rosie O'Donnell como Gina Garrett.
- Dennis Farina como Brian O'Hara.
- Marcia Strassman como Pam O'Hara.
- Cathy Moriarty como Luella Delano.
- John Rubinstein como Thomas Hassrick.
- Miguel Ferrer como Tony Castellano.
- Sharon Maughan como Barbara Burnside.
- Christopher Doyle como McNamara.
- Sharon Schaffer como Tilghman.
- Dan Lauria como Captipan Phil Coldshank.
- Madeleine Stowe como Maria McGuire (cameo, no acreditado).

## Recepción
La película recibió generalmente críticas negativas, manteniendo un 14% en Rotten Tomatoes y un 5,4/10 en IMDb.

## Taquilla
La película solamente llegó a la novena posición en las listas. Recaudó poco más de 20 millones y, por tanto, fue considerada un fracaso.